# Банарські мови

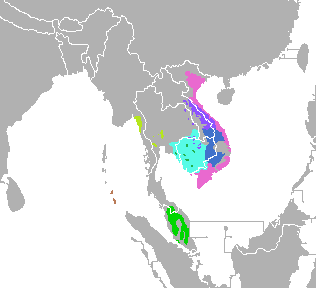
Мапа поширення мон-кхмерських мов:
Банарські мови

Банарські (багнарські) мови є одним із найрізноманітніших підрозділів австроазійської сім'ї. Визначено близько 40 банарських мов, якими, за даними 21-ї редакції проекту Ethnologue (2018), розмовляють приблизно 1 160 000 осіб, переважно з числа племен так званих гірських кхмерів (алаки, банари, гре, зе-ченги, кого, кор, лавени, брао, ма, мнонги, ой, седанги, стієнги, тампуани, тьоро та ін.), що проживають на заході південного В'єтнаму, на сході Камбоджі та на півдні Лаосу. Всі ці народи належать до числа національних меншин у своїх країнах, але в деяких округах чи провінціях вони можуть становити більшість населення.

## Класифікація
Внутрішня класифікація банарських мов лишається проблемною, з цього питання серед спеціалістів часто відсутній консенсус. На те є декілька причин. По-перше, автори оперують методами: лексикостатистичним, фонологічним, глотохронологічним, порівнянням словників. По-друге, банарський етнічний масив поділений політичними кордонами. Часто дослідники обмежуються вивченням лише тих мов, що поширені в країні, де вони проводили польові роботи. По-третє, окремі банарські мови розділені не лише топографічно, а й місцевими впливами з боку в'єтнамської, кхмерської, лаоської, чамських та катуйських мов. Зовнішні впливи суттєво ускладнюють ситуацію.
Як правило, виділяються п'ять основних груп банарських мов: північна, західна, центральна, південна та східна. Така коцепція відображає консенсусне бачення наприкінці ХХ століття, але воно значною мірою сформувалося під впливом історичних тенденції, пов'язаних з існуванням національних кордонів та наявних стереотипів. Порівняно нова класифікація П. Сідвела (Sidwell, 2009) є результатом детальної фонологічної та лексичної реконструкції, проте й вона повинна вважатись тимчасовою, оскільки, швидше за все, надалі вона розширюватиметься і розвиватиметься:
- Західні банарські мови:
  - лавенська (джру, Laven, Jru’, код ISO 639-3: lbo), джук (Juk, Suai), су (Sou, Su’, код ISO 639-3: sqq);
  - ньяхин (Nyaheun, код ISO 639-3: nev);
  - ой, тхе, сок, ченг (Oy, Oi, The, Sok, Cheng, Jeng, код ISO 639-3: oyb), сапуан (Sapuan, код ISO 639-3: spu);
  - брао (лаве, Brao, Laveh, Lave, код ISO 639-3: brb), крунг (Krung, код ISO 639-3: krr), кравет (Kravet, Kavet, код ISO 639-3: krv).
- Центральні банарські мови:
  - талієнг (касенг, Talieng, Kasseng, Taliang, Tareng, код ISO 639-3: tdf), ченг (Trieng, код ISO 639-3: stg)
  - алак (Alak, код ISO 639-3: alk)
  - центрально-південні банарські мови
    - тампуонська (Tampuan, Tampuon, код ISO 639-3: tpu)
    - банарська (Bahnar, код ISO 639-3: bdq)
    - південні банарські мови:
      - тьоро (Chrau, код ISO 639-3: crw);
      - сре (Sre): кого (Koho, код ISO 639-3: kpm), маа (Maa, код ISO 639-3: cma);
      - стієнзькі (Stieng): стієнг-буде (Budeh Stieng, код ISO 639-3: stt), стієнг-було (Bulo Stieng, код ISO 639-3: sti);
      - мнонзькі (Mnong): центральномнонзька (Central Mnong, код ISO 639-3: cmo), краол (Kraol, код ISO 639-3: rka), південномнонзька (Southern Mnong, код ISO 639-3: mnn), східномнонзька (Eastern Mnong, код ISO 639-3: mng).
- Північні банарські мови
  - галанг (Halang, код ISO 639-3: hal), галанг-доан (Halang Doan, код ISO 639-3: hld), кайонг (Kayong, код ISO 639-3: kxy);
  - джег (зе, же, Jeh, код ISO 639-3: jeh);
  - катуа (котау, Katua, Kotau, код ISO 639-3: kta);
  - тодра (модра, Todrah, Didrah, Modrah, код ISO 639-3: tdr);
  - седанзька (Sedang, код ISO 639-3: sed);
  - гре (Hre, код ISO 639-3: hre);
  - моном (бонам, Monom, Bonam, код ISO 639-3: moo);
  - ренгао (Rengao, код ISO 639-3: ren);
  - како (Kaco’, код ISO 639-3: xkk), рамам (ромам, ламам, Ramam, Romam, Lamam, код ISO 639-3: rmx).
- Східні банарські мови:
  - куа (кор, Cua, Kor, код ISO 639-3: cua).

Південні банарські мови включаються тут до складу центральної групи. Деякі з відомих банарських мов не увійшли до цієї класифікації: бут (Bout), лаві (Lawi, Lavi, Saveung), мел-хаонг (Mel-Khaonh, код ISO 639-3: hkn), роанг (Ro'ang), такуа (Takua, код ISO 639-3: tkz), тмон (Thmon, Thmoan, Thmaun).
Невизначеним лишається й місце банарських мов у складі австроазійської сім'ї. Частіше всього їх разом із кхмерською, катуйськими, пеарськими, в'єтськими мовами зараховують до числа східної гілки мон-кхмерських мов. Кхмерська й банарські мови є взаємно незрозумілими.

## Дослідження
Перші дослідження банарських мов були опубліковані наприкінці 1800-х років. Вони були написані переважно французами, оскільки саме Франція в цей період контролювала країни Індокитаю. У період з 1957 по 1975 рр. лінгвісти, які працюють у SIL International та пов'язаних з нею організаціях, зібрали велику кількість банарських даних, публікували лінгвістичні статті та видавали публікації банарськими мовами. Рівень дослідження окремих мов може сильно відрізнятися. Поряд з ґрунтовно дослідженими седанзькою, банарською, центрально-мнонзькою, тьрау, є такі мови, як, наприклад, рамам, яким присвячено дуже мало матеріалів.
Багато публікацій, присвячених банарським мовам, зібрано в бібліотеці Інституту лінгвістики в університеті Паяп (англ. Payap University) в Чіангмаї, Таїланд. Численні детальні наукові статті на тему банарської граматики та фонології були опубліковані в журналі Mon-Khmer Studies (MKS) [Архівовано 13 серпня 2019 у Wayback Machine.]. SEAlang Projects [Архівовано 23 квітня 2022 у Wayback Machine.] — це ще один вебсайт, який надає доступ до багатьох банарських ресурсів. Значна частина наявної літератури присвячена історичній реконструкції пра-банарської мови, яка проводиться шляхом лексичного та фонологічного порівняння, а також різних лексико-статистичних досліджень.

## Особливості
Банарські мови є консервативними в плані фонології, важко знайти певні зміни звуків, які б відрізняли банарські мови від інших австроазійських гілок. У той же час кожна група має одну або декілька радикально інноваційних мов. Як і більшість мон-кхмерських мов, банарські мають велику кількість голосних звуків. Наприклад, голосні в мові сре-кого за довжиною мають дев'ять різних категорій. Як приклад банарського консонантизму, 39 приголосних налічує седанзька мова.
Як і більшість австроазійських мов, банарські не є тональними, але багато з них мають два контрастні типи фонації (з придихом і модальна, як у більшості мов; скрипуча і модальна у седанзькій мові).
Банарські слова можуть бути односкладовими або двоскладовими, причому останні, як правило, трактуються як півтораскладові (англ. Sesquisyllabic).
Банарські мови не мають складної морфології. Типовою морфологічною функцією є зміна граматичного класу або підкласу основи. Типовим явищем є інфіксація, використовуються також афікси.
Синтаксично банарські мови відповідають схемі «підмет-присудок-додаток» (англ. subject-verb-object, SVO), проте за відсутності підмета в багатьох мовах на першій позиції може стояти присудок.